# Передня Австрія
Передня Австрія (лат. Austria anterior; нім. Vorderösterreich; нім. Österreichische Vorlande) — збірна назва для групи володінь австрійської династії Габсбургів, що знаходилась на захід від Тіролю та Баварії. Ця частина Габсбурзької монархії сьогодні розташована в основному в Швейцарії, Форарльберзі, Ельзасі, навколо Бельфора, на півдні Баден-Вюртемберга та в Баварській Швабії.
Найдавніші відомі володіння Габсбургів, такі як замок Габсбургів і абатство Оттмарсгайм, розташовані в колишній Передньої Австрії. У XIII—XIX століття, приблизно 550 років, контроль над регіоном поступово переходив від Габсбургів до інших власників (різні території або кантони Швейцарської Конфедерації, Королівство Франція, Баварія, Вюртемберг, Баден і Гогенцоллерни), за винятком Форарльберга. Як і Австрійське ерцгерцогство, Передня Австрія була частиною Священної Римської імперії XIV—XIX століттях і, на короткий час, Австрійської імперії.
1805 року ці землі були розділені між союзниками Наполеона Баварією, Баденом та Вюртембергом.

## Історія
Первинно ядро володінь Габсбургів знаходилось у північній частині Швейцарії (Ааргау). У XIII столітті Габсбургам вдалось приєднати територію Брайсгау у південно-західній Швабії, Зундгау в Ельзасі, а 1301 року Бургау між Аугсбургом та Ульмом. Зі сходом Габсбургів на престол Австрії 1278 року центр монархії перемістився на схід. Невдовзі після битв під Моргартеном (1315) й Земпахом (1386) було втрачено швейцарські володіння, що здобули незалежність і утворили Швейцарський союз. Це перетворило Передню Австрію на далеку периферію габсбурзької держави, орієнтованої тепер у напрямку Дунайського басейну. Тим не менше приєднання земель в цьому регіоні не припинилось: 1386 року під владу Габсбургів потрапив Фрайбург, потім Ортенау нижче Рейном, у 1381 році було придбано графство Гоенберг у центральній Швабії, 1548 року — місто Констанц.
У 1648 році за Вестфальським миром австрійські володіння в Ельзасі (Зундгау) й фортеця Брайзах були передані Франції. У XVIII столітті було приєднано графство Теттнанг на сході Боденського озера. До кінця століття чисельність населення Передньої Австрії зросла до 400 тисяч чоловік.
В адміністративному сенсі Передня Австрія зазвичай об'єднувалась із Тіролем під управлінням єдиних органів державної влади. Граф Тірольський з роду Габсбургів був регентом Передньої Австрії.
Після початку війн з революційною Францією та перемог Наполеона Передня Австрія була окупована військами французів та їхніх союзників. У 1802 році Габсбурги були змушені поступитись Фрікталем Швейцарії. Крах Австрійської імперії у битві під Аустерлицом у 1805 році визначив долю Передньої Австрії: за Прессбурзьким миром австрійські володіння у південно-західній Німеччині було розділено між союзниками Наполеона Баварією, Баденом, Вюртембергом й Гессеном-Дармштадтом. Як компенсацію Габсбурги отримали Зальцбург. Віденський конгрес 1815 року підтвердив стосовно Передньої Австрії умови Прессбурзької угоди. Багато з міст колишньої Передньої Австрії відмовлялись змінювати свої австрійськи герби на нові. У Гюнцбурзі й Циметсхаузені це вдалось зробити лише після приходу баварської армії.

## Адміністративний поділ 1790 р
- Прикордонний камінь у Швейцарії з гербом Передньої АвстріїОберамт Брайсгау[de] (адміністративний центр Фрайбург-ім-Брайсгау): від Гербольцгайму і Трібергу на півночі через Брайзах, Кроцінген і Вальдсгут з Вальдфогтайамтом[de] до Лауфенбурга і Райнфельдена на південь від Рейну, включно з сьогоднішнім Фрікталем[de] і східною околицею Шварцвальду (Філлінген та Бройнлінген)

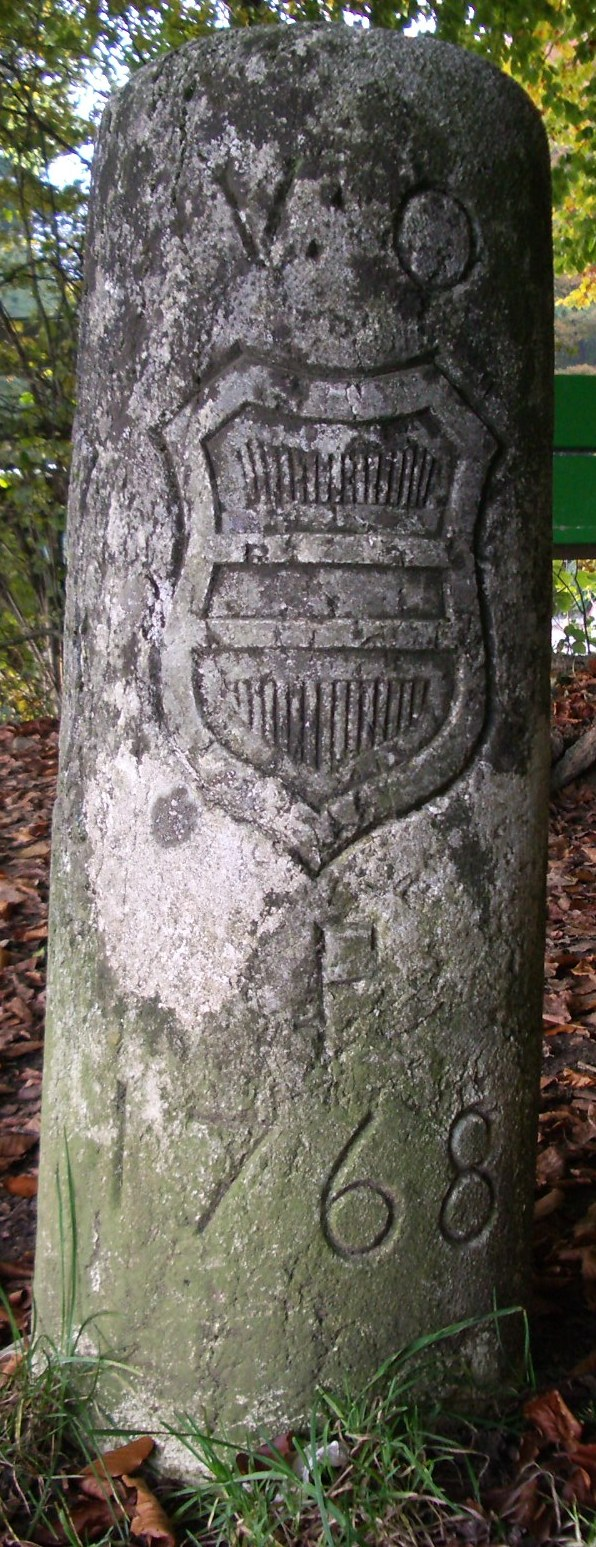
Прикордонний камінь у Швейцарії з гербом Передньої Австрії

- Оберамт Оффенбург[de]: лише декілька селищ біля Аппенваєра, Грісгайму[de] та Ортенберга в Ортенау; місто Оффенбург було вільним імперським містом
- Оберамт Гоенберг[de] (колишнє графство Гоенберг[de]): території у верхів'ях Неккару навколо адміністративного центру Роттенбург-ам-Неккар (Горб-ам-Неккар, Оберндорф-ам-Неккар) і на заході Швабського Альбу (Шемберг, Шпайхінген)
- Оберамт Нелленбург[de] (колишнє ландграфство Нелленбург[de]): території від Гегау (Тенген, Аах) і північного заходу від Боденського озера (Штокках [адміністративний центр], Радольфцелль) до Дунаю (Менген, володіння Гутенштайн[de], Заульгау, території в околицях Рідлінгена)
- Оберамт Альбдорф[de] (колишній Бейлівік Швабія[de]; адміністративний центр Вайнгартен): території на схід від північного берега Боденського озера через Шуссенталь[de] (Вальдзее) до Східного Альбу (Шельклінген, Рідлінген), а також у Західному Альгой[de] територія навколо імперського міста Лойткірх-в-Алльгої (Гебрацгофен).
- Оберамт Теттнанг[de] (раніше Імперське графство Теттнанг): ексклав на середині північного берега Боденського озера навколо Теттнангу та Вассербурга, яка містила частину колишнього володіння графів Монфорт[de].
- Оберамт Гюнцбург[de] (колишнє маркграфство Бургау[de]): окрім адміністративного центру Гюнцбурга, інші райони в сучасному баварському адміністративному окрузі Швабія (Крумбах, Вайсенгорн, Бургау, Циметсгаузен) і в сучасному районі Баден-Вюртемберга Альб-Дунай (Егінген)
- Оберамт Віннвайлер[de]: Віннвайлер та околиці, а також деякі місця на південь від Майнца та навколо Кірхгаймболандена
- місто Констанц

Форарльберг (з 1780 року Оберамт Брегенц) в цей час є частиною княжого графства Тіроль разом з Форарльбергом.

## Кінець Передньої Австрії
Ще в 1799 році Австрія втратила території на південь від Рейну. Спочатку Фрікталь став французьким протекторатом, в 1802 році — окремим кантоном у Гельветійській республіці, а в 1803 році — остаточно частиною Ааргау. У 1803 році Брайсгау і Ортенау перейшли до короткочасного герцогства Модена-Брайсгау, яким керувала гілка Габсбургів. За Пресбурзьким миром 1805 року Габсбурги втратили всю Верхню Австрію. Історичні території — особливо частини Брегенца, Гюнцбурга та Вайсенгорна — відійшли до нового Баварського королівства, Брайсгау — до Великого герцогства Баденського, Роттенбург-на-Неккарі — до нового Вюртемберзького королівства, райони поблизу Зігмарінгена — до Гогенцоллернів, а менші території — до Великого герцогства Гессенського.